# 信興集團

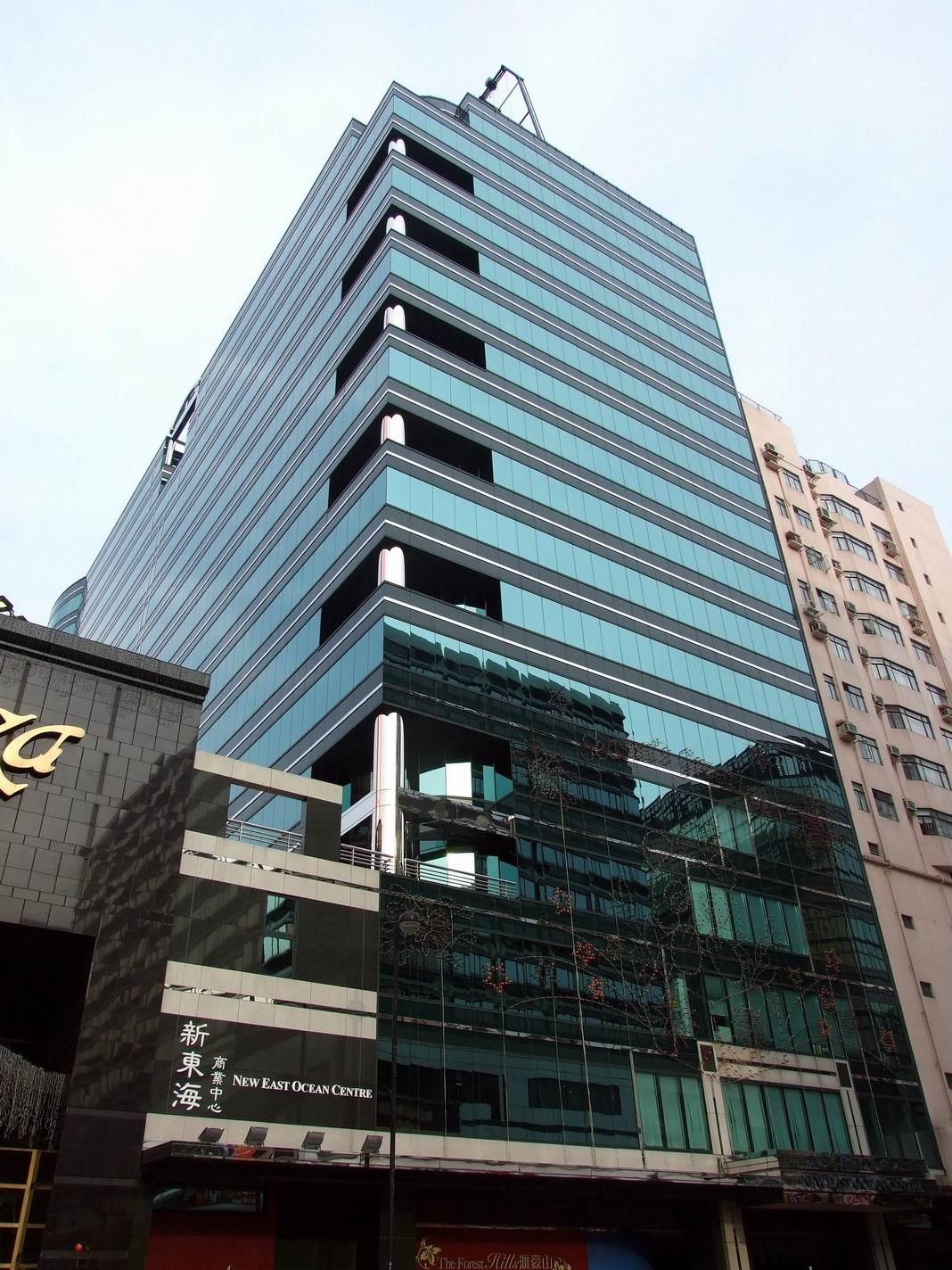
信興集團總辦事處位於九龍尖沙咀東部新東海商業中心

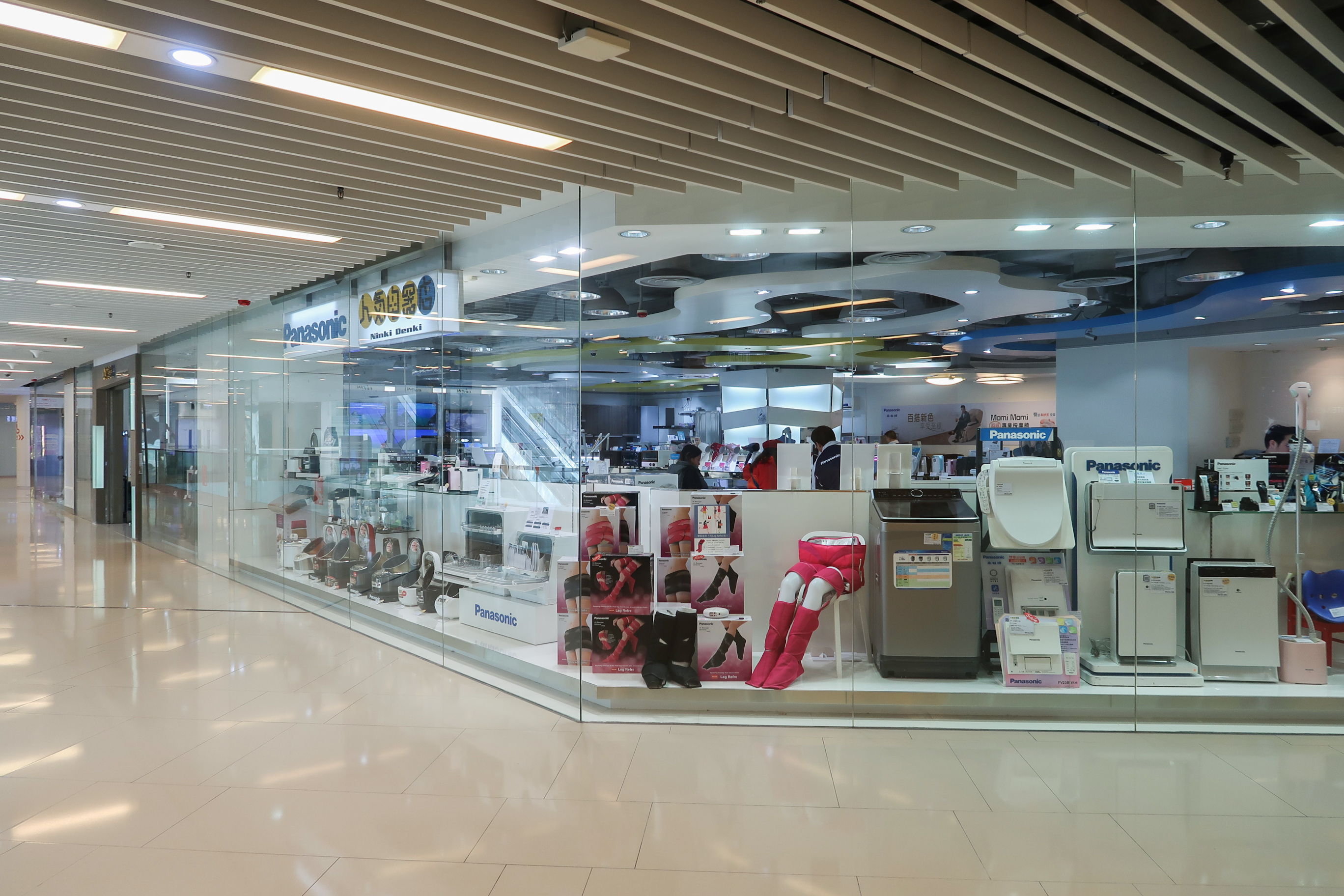
尖沙咀iSQUARE人気电器店

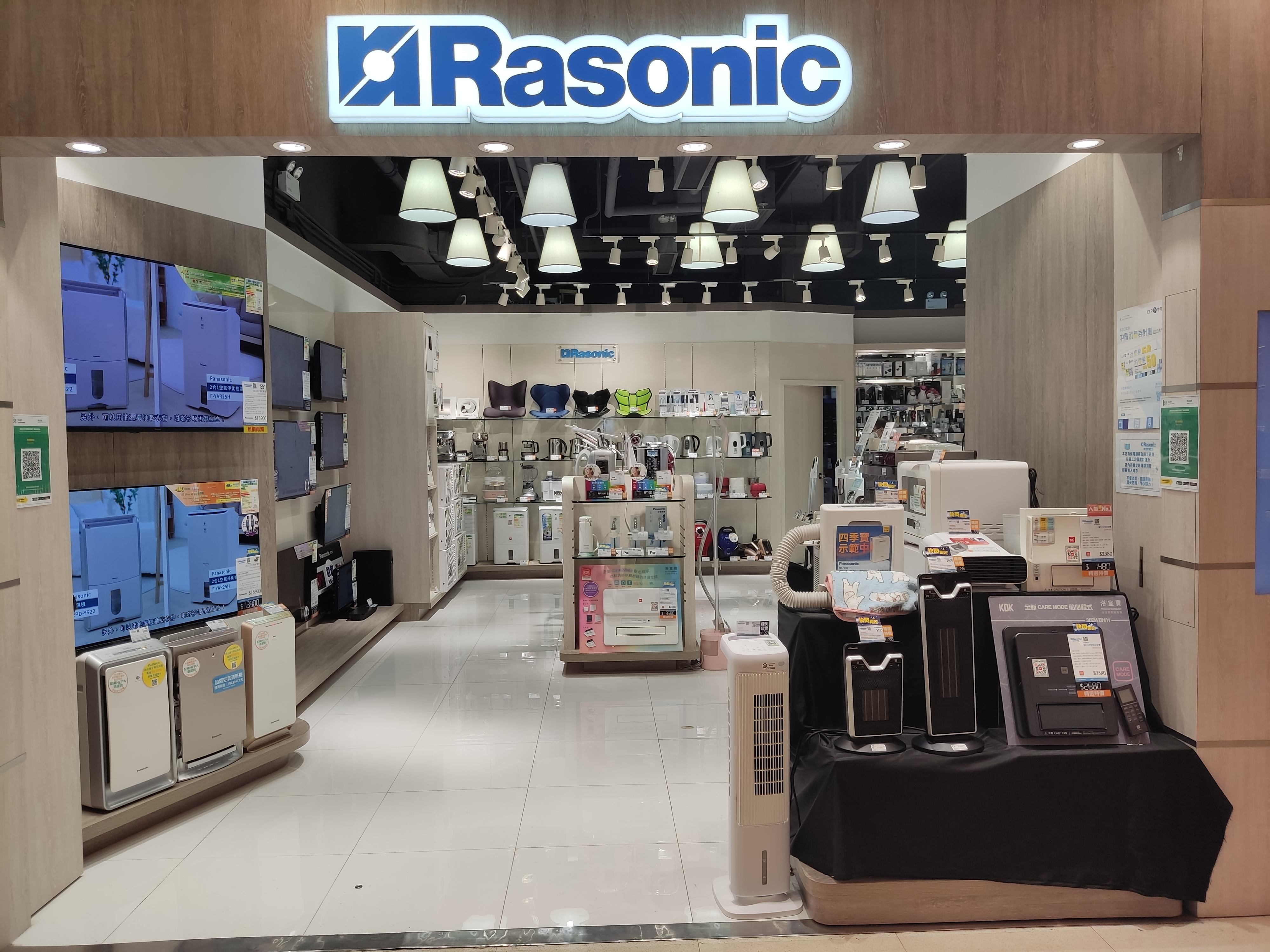
樂信牌電器店

信興集團（英語：Shun Hing Group，正式名稱是信興集團有限公司（英語：Shun Hing Holdings Company Limited，前稱信興機構，1995年3月16日改為現名））是香港公司，代理多種電器及影音產品、通訊及文儀器材、辦公室家具，並從事機電工程及承建、電器維修及保養、物流、廣告製作、系統安裝及保養。總辦事處位於九龍尖沙咀東部科學館道9號新東海商業中心14及15樓。

## 歷史
信興集團前身為信興行，名稱寓意「有信則興」；由香港已故商人蒙民偉於1953年創辦，成為松下電器樂聲牌產品港澳地區總代理。1960年代，信興集團引入樂聲牌電飯煲，信興集團至今在港累積售出超過1000萬個電飯煲。松下電器香港有限公司於1982年成立後，信興集團成為其主要合作伙伴。
其後信興集團陸續引入其他不同電器，並拓展其他業務，如機電工程及承建、電器維修及保養、物流、廣告製作、系統安裝及保養，以及房地產投資。
2015年2月11日旗下頌怡有限公司（母公司：信興商業發展有限公司）以4億4千8百90萬元成功投得位於葵涌勝耀街、永基路與葵福路交界葵涌市地段第487號的工業用地，信興集團計劃將此地皮與毗鄰之信興中心合併發展，有助集團日後全面推動及擴展業務。

## 集團子公司
- 信興電業集團有限公司
- 信興電器貿易有限公司
- 信興JVC有限公司
- 信興廣告有限公司
- 信興電工工程有限公司
- 信興電器服務中心有限公司
- 信興科技有限公司
- 信興物流有限公司
- 信興新能源有限公司
- 信興機電工程有限公司
- 信興系統工程有限公司
- 信興投資（亞洲）有限公司
- 信興中國投資有限公司
- 信興展創有限公司
- 信興創美有限公司
- 信興商業發展有限公司

## 代理品牌
- Takara Standard
- Panasonic
- JVC
- KDK
- Technics
- Itoki伊藤喜辦公室傢俬
- Teka
- 法国TRANSTHERM葡萄酒柜
- 丹麦VINTEC葡萄酒柜
- 冰雪Frostar
- DAIWA大和冷機工業

## 自創品牌
- 樂信牌（Rasonic）：在取得松下電器同意後自創的品牌；使用樂聲牌的產品，但以另一個品牌及較低定價競投大型工程，例如新建住宅屋苑的電器安裝項目

## 外部連結
- 信興集團 （页面存档备份，存于）